# San Mateo (Rizal)
San Mateo ist eine philippinische Stadtgemeinde in der Provinz Rizal, in der Verwaltungsregion IV, Calabarzon. Sie hat 252.527 Einwohner (Zensus 1. August 2015), die in 15 Barangays lebten. Sie wird als Gemeinde der ersten Einkommensklasse auf den Philippinen und als teilweise urbanisiert eingestuft. 
San Mateo liegt im Norden der Provinz Rizal, an der Grenze zur Hauptstadtregion Metro Manila. Die Topographie der Gemeinde ist gekennzeichnet durch die Ausläufer des Gebirgszugs der Sierra Madre. Ihre Nachbargemeinden sind Quezon City im Westen, Marikina City im Südwesten, Rodriguez im Norden und Antipolo City im Süden und Osten. Teile des Marikina Watershed Forest Reserve liegen auf dem Gebiet der Gemeinde.   

## Baranggays
| - Ampid I - Dulong Bayan 1 - Dulong Bayan 2 - Guinayang - Guitnang Bayan I | - Guitnang Bayan II - Malanday - Maly - Santa Ana - Ampid II | - Banaba - Gulod Malaya - Pintong Bocawe - Santo Niño - Silangan |

|  |  |

## Weblink
- Informationen der Philippine Statistics Authority über San Mateo